# Paantu

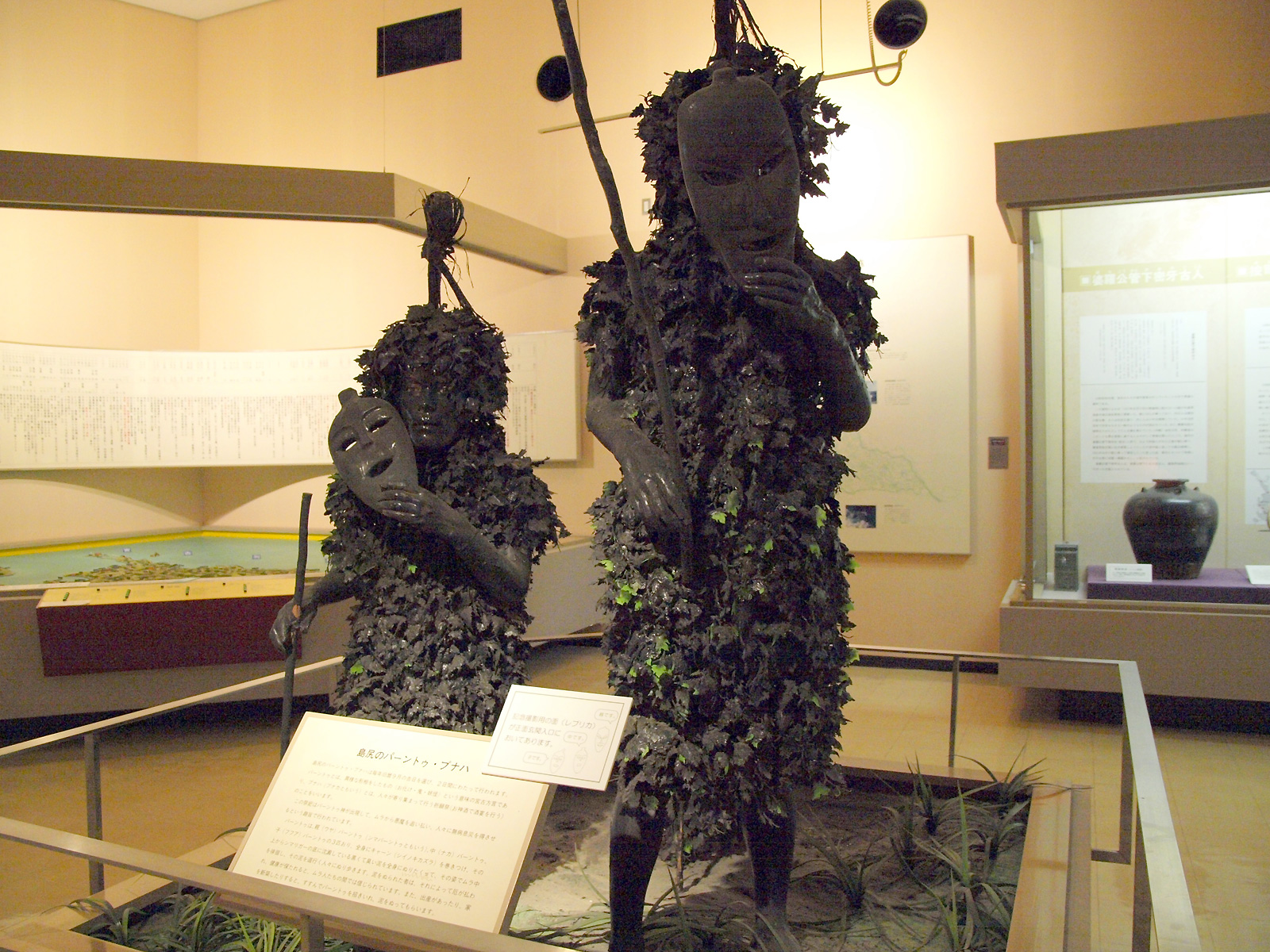
Exhibition of Paantu at Miyakojima City Museum, Miyakojima, Okinawa Prefecture, Japan

El festival de Paantu (パ ー ン ト ゥ) es un festival anual en la isla Miyako en la prefectura de Okinawa de Japón.
Cada año, durante el noveno mes del calendario lunisolar, los aldeanos se vestirán como paantu, seres sobrenaturales destinados a difundir la buena suerte y ahuyentar a los malos espíritus. La característica común es una máscara de madera con una frente grande, ojos pequeños y una boca delgada, y la difusión de barro sagrado en casas de nueva construcción o en los rostros de los recién nacidos. En algunas aldeas, los Paantu están acompañados por sacerdotisas animistas tradicionales.
En otros pueblos, los Paantu perseguirán a los niños pequeños, haciéndolos llorar o perseguir a personas que están evitando tener sus caras manchadas con el barro sagrado.